# Amour (film, 1971)
Pour les articles homonymes, voir Amour (homonymie) et Love.
Pour plus de détails, voir Fiche technique et Distribution.
Amour (Szerelem) est un long métrage du cinéaste hongrois Károly Makk, sorti en 1971, réalisé d'après deux nouvelles autobiographiques de Tibor Déry, intellectuel hongrois partie prenante de la révolution de 1956.

## Synopsis
L'histoire se déroule en 1953 pendant les purges du régime autoritaire de Rákosi. Deux femmes, la mère et sa belle-fille, sont tendrement liées par l'amour qu'elles portent au même homme. Un contexte historique, une tension universelle entre deux êtres composent la toile de fond d'un propos sur la fonction "imaginante", la capacité mentale et la nécessité sociale de se faire son cinéma.

## Fiche technique
- Titre : Amour
- Titre original : Szerelem
- Réalisation : Károly Makk
- Scénario : Péter Bacsó d'après le roman de Tibor Déry
- Photographie : János Tóth, couleurs
- Décors : Jozsef Romvári
- Musique : András Mihály
- Durée : 95 minutes
- Année de réalisation : 1970
- Pays d'origine :  Hongrie
- Genre : Drame psychologique

## Distribution
- Lili Darvas : la vieille dame
- Mari Törőcsik : la belle-fille
- Iván Darvas : le fils
- Erzsi Orsolya : Iren
- Géza Léka

## Récompenses
- Prix de L'OCIC et Prix du Jury au Festival de Cannes 1971